# Oksana Zabuzhko
Oksana Stefanivna Zabuzhko (em ucraniano:  Окса́на Стефа́нівна Забу́жко) é uma romancista, poeta e ensaísta ucraniana. As suas obras foram traduzidas para vários idiomas.

## Trabalho literário
De acordo com Uilleam Blacker, o trabalho de Oksana Zabuzhko tem duas preocupações principais: identidade nacional e género. O primeiro romance de Zabuzhko, Field Work in Ukrainian Sex, publicado em 1996, foi recebido com grande polémica tanto pela crítica quanto pelos leitores. Com a sua publicação, o público leitor ucraniano e a comunidade intelectual enfrentaram textos feministas inovadores, provocativos e complexos.
Oksana Zabuzhko pertence à geração que Tamara Hundorova, uma estudiosa literária, chama de «pós-Chornobyl». A catástrofe de Chornobyl (1986), segundo Hundorova, não é apenas uma das maiores calamidades dos tempos modernos, mas também um «acontecimento simbólico que projecta o texto pós-apocalíptico [...] para a era pós-atómica». Mais importante ainda, Chornobyl também marca o fim da União Soviética, pelo menos o fim de qualquer legitimidade da sua ideologia, e o início da nova sociedade ucraniana e da nova literatura ucraniana, livre do realismo socialista ou conscientemente desmantelando o seu legado. Uma característica importante da escrita de Oksana Zabuzhko é que ela é “voltada para fora” para o mundo, para ser acessível ao leitor ocidental.
Entre 1995 e 2010 foi a vice-presidente do ramo ucraniano do PEN Club (presidente - Yevhen Sverstyuk). No outono de 2004, ela fez muito para chamar a atenção internacional para a eleição presidencial da Ucrânia. Na véspera da Revolução Laranja, ela publicou um artigo no WSJ do Ukrainian Solidarity.

## Prêmios
- 2023 - 100 mulheres mais inspiradoras do mundo pela BBC.[5]
- 2010 - O seu livro Let My People Go ganhou o prémio de melhor livro documentário ucraniano da revista Korrespondent[6] The Museum of Abandoned Secrets - Melhor livro ucraniano - 2010.[7]